# Kobiety Ekstraliga 2008/09
Die Kobiety Ekstraliga 2008/09 war die 30. Auflage des höchsten polnischen Frauenfußballwettbewerbs, der Ekstraliga Kobiet. Meister wurde erstmals RTP Unia Racibórz vor dem Titelverteidiger und achtmaligen Meister KS AZS Wrocław. Aufsteiger aus der zweiten polnischen Liga war MUKS Praga Warszawa.

## Abschlusstabelle
| Pl. | Verein                  | Sp. | S  | U | N  | Tore    | Diff. | Punkte |
| --- | ----------------------- | --- | -- | - | -- | ------- | ----- | ------ |
| 1.  | RTP Unia Racibórz       | 20  | 17 | 2 | 1  | 078:110 | +67   | 53     |
| 2.  | KS AZS Wrocław (M)      | 20  | 13 | 6 | 1  | 068:120 | +56   | 45     |
| 3.  | Medyk Konin (P)         | 20  | 9  | 3 | 8  | 049:320 | +17   | 30     |
| 4.  | AZS PWSZ Biała Podlaska | 20  | 5  | 5 | 10 | 016:320 | −16   | 20     |
| 5.  | MUKS Praga Warszawa (N) | 20  | 4  | 3 | 13 | 019:890 | −70   | 15     |
| 6.  | UKS Gol Częstochowa     | 20  | 1  | 3 | 16 | 010:640 | −54   | 06     |

| (M) | Polnischer Meister 2007/08    |
| (P) | Pokalsieger 2007/08           |
| (N) | Aufsteiger der Saison 2007/08 |

## Relegation
Die Relegation zwischen dem Fünften der Kobiety Ekstraliga und dem Verlierer der Aufstiegsrunde aus den zweiten Ligen wurde am 11. und am 14. Juni 2009 ausgetragen.
|                            | Gesamt |                     | Hinspiel | Rückspiel |
| -------------------------- | ------ | ------------------- | -------- | --------- |
| Stilon Gorzów Wielkopolski | 4:5    | MUKS Praga Warszawa | 2:2      | 2:3       |